# Hypolycaena splendidus
Hypolycaena splendidus är en fjärilsart som beskrevs av Van Eecke 1918. Hypolycaena splendidus ingår i släktet Hypolycaena och familjen juvelvingar. Inga underarter finns listade i Catalogue of Life.